# Dusjanbes internationella flygplats
Dusjanbes internationella flygplats (tadzjikiska: Фурудгоҳи байналмилалии Душанбе, Furudgochi bajnalmilalii Dusjanbe) är en flygplats belägen 5 kilometer sydöst om Tadzjikistans huvudstad Dusjanbe. Flygplatsen är nav för East Air, Somon Air och Tajik Air. Tajik Air har även sitt huvudkontor vid flygplatsen.

## Historia

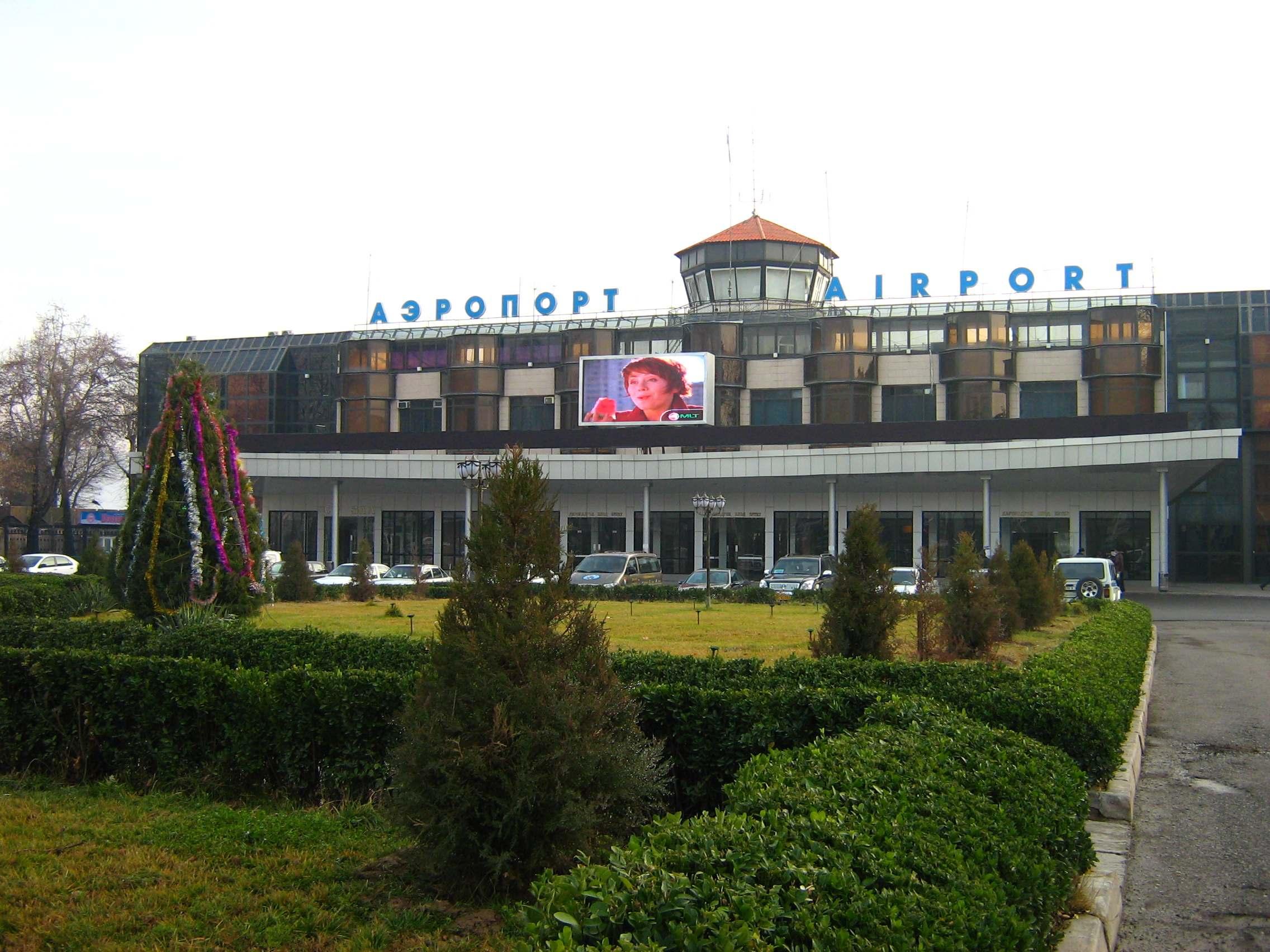
Dusjanbes internationella flygplats terminalbyggnad.

1924 byggdes den första flygplatsen i landet, vilken låg i dagens centrala Dusjanbe. I november 1929 byggdes en ny flygplats åt Stalinabad (som var det då nya namnet på Dusjanbe). 1964 invigdes den nuvarande flygplatsen. Sedan dess har flygplatsen renoverats ett flertal gånger.
2010 byggdes en andra terminalbyggnad i ett franskt samarbetsprojekt.
2012 trafikerades flygplatsen av 1 301 452 passagerare, vilket gör den till den mest trafikerade flygplatsen i Tadzjikistan. Samtidigt passerade 1583 ton gods flygplatsen samma år.

## Flygförbindelser
Flygplatsen trafikeras både internationellt och nationellt. De två huvudsakliga nationella bolagen är Tajik Air och Somon Air. Dessutom flyger Atlant-Soyuz Airlines, Rossiya och S7 Airlines till flera ryska städer. Flygbolaget Avia Traffic flyger till Bisjkek i Kirgizistan, China Southern Airlines till Ürümqi, Kam Air till Kabul, Iran Aseman Airlines till Iran, SCAT till Almaty, Tatarstan Airlines till Kazan och Turkish Airlines till Istanbul.